# فرانك الكسندر
فرانك الكسندر (بالإنجليزية: Frank Alexander)‏ هو ممثل أمريكي، ولد في 25 مايو 1879 بأولمبيا في الولايات المتحدة، وتوفي في 8 سبتمبر 1937 بلوس أنجلوس في الولايات المتحدة.

## وصلات خارجية
- فرانك الكسندر على موقع IMDb (الإنجليزية)
- فرانك الكسندر على موقع ألو سيني (الفرنسية)
- فرانك الكسندر على موقع أول موفي (الإنجليزية)
- فرانك الكسندر على موقع قاعدة بيانات الفيلم (الإنجليزية)
- فرانك الكسندر على موقع كينوبويسك (الروسية)